# Regiões de Marrocos (1997-2015)
Entre 1997 e 2015 a estrutura das divisões administrativas de primeiro nível era constituída de Marrocos por 16 regiões económicas, designadas wilayas, cada uma dirigida por um váli (wali ou governador) e por um conselho regional representativo das chamadas "forças vivas" da região. Segundo o artigo 101º da constituição, estas regiões têm o estatuto de coletividade local. O váli da região era também o governador da província em que reside.[carece de fontes?]

Regiões do Marrocos

| Nº no mapa | Nome                                 | Capital     | População | Ano pop. |
| ---------- | ------------------------------------ | ----------- | --------- | -------- |
| 1          | Chaouia-Ouardigha                    | Settat      | 1 744 738 | 2010     |
| 2          | Doukkala-Abda                        | Safim       | 4 284 039 | 2010     |
| 3          | Fez-Boulemane                        | Fez         | 1 573 055 | 2004     |
| 4          | Gharb-Chrarda-Beni Hssen             | Quenitra    | 1 859 540 | 2004     |
| 5          | Grande Casablanca                    | Casablanca  | 3 897 748 | 2009     |
| 6          | Guelmim-Es Semara [‡]                | Guelmim     | 462 410   | 2004     |
| 7          | El Aiune–Bojador–Saguia el Hamra [‡] | El Aiune    | 256 152   | 2004     |
| 8          | Marraquexe-Tensift-Al Haouz          | Marraquexe  | 3 102 652 | 2004     |
| 9          | Meknès-Tafilalet                     | Meknès      | 2 119 000 | 2006     |
| 10         | A Oriental                           | Ujda        | 1 918 094 | 2004     |
| 11         | Oued Ed-Dahab-Lagouira [‡]           | Dakhla      | 99 367    | 2004     |
| 12         | Rabat-Salé-Zemmour-Zaer              | Rabat       | 3 123 595 | 2004     |
| 13         | Souss-Massa-Drâa                     | Agadir      | 3 113 653 | 2004     |
| 14         | Tédula-Azilal                        | Beni Mellal | 1 450 519 | 2004     |
| 15         | Tânger-Tetuão                        | Tânger      | 2 470 372 | 2006     |
| 16         | Taza-Al Hoceima-Taounate             | Al Hoceima  | 1 807 113 | 2004     |

[‡] ^  As regiões assinaladas com ‡ fazem parte, total ou parcialmente do Saara Ocidental, um território onde a legitimidade da administração marroquina não é reconhecida por muitos países nem pelas Organização das Nações Unidas.

## Projeto de regionalização (2010-2015)
Em janeiro de 2010 começou a ser estudada e debatida uma reforma das regiões de Marrocos. Nessa data, o rei deu posse à Comissão Consultiva da Regionalização (CCR), com a missão de estudar um modelo de regionalização no país que «promova a participação dos cidadãos e fortaleça a democracia e a descentralização para promover o desenvolvimento económico, social e cultural e ajude a modernizar as estruturas do Estado e a melhorar a governança territorial.»
A comissão elaborou um relatório detalhado que propôs a redução para doze regiões, mais poderes e autonomia política e financeira às entidades governamentais regionais desconcentradas, ao mesmo tempo que se espera que tenham mais protagonismo no desenvolvimento regional, nomeadamente através do reforços dos respetivos recursos financeiros. O artigo 135 da nova  constituição marroquina adotada a 1 de julho de 2011 abriu caminho à possibilidade à criação de governos regionais eleitos por sufrágio direto.
As regiões propostas, que em muitos casos pouco tinham que ver em termos de limites com as existentes, eram as seguintes em 2012:
1. Tânger – Tetuão
2. Oriental e do Rife
3. Fez – Meknès
4. Rabat – Salé – Quenitra
5. Beni Mellal – Quenifra
6. Settat – Casablanca
7. Marraquexe – Safim
8. Draâ – Tafilete
9. Souss – Massa
10. Guelmime – Uádi Noun
11. El Aiune – Saguia el Hamra
12. Dakhla – Oued Ed-Dahab